# Robert F. Curl

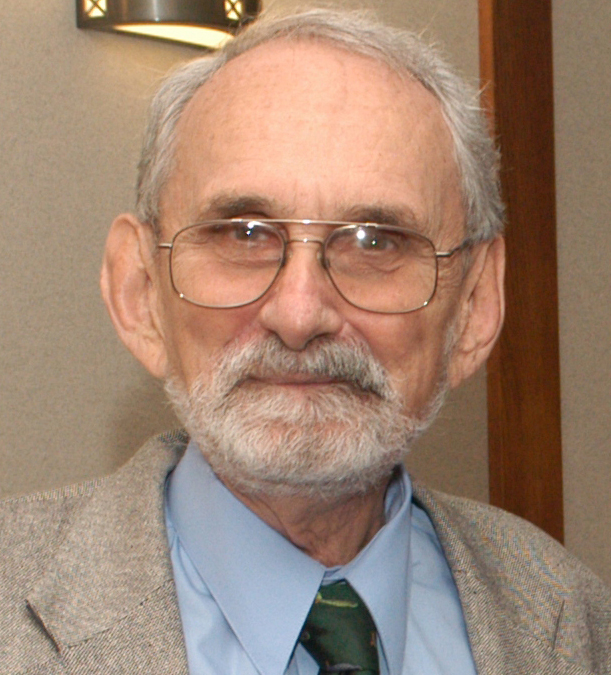
Robert F. Curl (2009)

Robert Floyd Curl, Jr. (* 23. August 1933 in Alice, Texas; † 3. Juli 2022 in Houston, Texas) war ein US-amerikanischer Chemiker. Er war Hochschullehrer an der Rice University und erhielt unter anderem den Nobelpreis für Chemie für die Entdeckung der Fullerene.

## Leben und Wirken
Robert „Bob“ Floyd Curl, Jr. wurde, nach seiner Schwester Mary, als zweites Kind des methodistischen Predigers Robert Floyd Curl geboren. Seine Mutter was Hausfrau. Durch den Beruf des Vaters übersiedelte die Familie häufig. Stationen seiner Kindheit waren die südtexanische (Klein-)Städte Alice, Brady, San Antonio, Kingsville, Del Rio, Brownsville, McAllen, Austin und schließlich wieder San Antonio. Mit 9 Jahren bekam er einen Chemiebaukasten geschenkt und beschloss später Chemiker zu werden. Nach eigenen Angaben war er, nicht durch Genialität, sondern Fleiß bedingt, ein guter Schüler. Seine Chemie-Lehrerin an der Thomas Jefferson High School in San Antonio, Texas unterstützte sein Interesse.
Im Jahr 1954 erwarb Curl am damaligen Rice Institute einen Bachelor of Science in Chemie. Er ging anschließend an die University of California, Berkeley, um im physikalisch-chemischen Labor von Kenneth Pitzer zu promovieren, wo er die thermodynamischen Eigenschaften von Flüssigkeiten untersuchte. Curl wurde 1957 mit dem Thema Some Spectroscopic and Thermodynamic Properties of Molecules promoviert. Pitzer verhalf ihm zu einem Postdoktorandenstipendium im Mikrowellenspektroskopielabor von E. Bright Wilson an der Harvard University in Cambridge, Massachusetts.
Curl wurde 1958 Assistenzprofessor für Chemie an die Rice University, wo er seine gesamte berufliche Laufbahn verbrachte. 1963 wurde er zum außerordentlichen Professor und 1967 zum ordentlichen Professor ernannt. Von 1992 bis 1996 war er Vorsitzender des Fachbereichs Chemie an seiner Universität. Im Jahr 1996 wurde er zum Harry C. und Olga K. Wiess-Professor für Naturwissenschaften ernannt und später zum K. S. Pitzer-Schlumberger-Professor für Naturwissenschaften. 1997 wurde er in die National Academy of Sciences, 1998 in die American Academy of Arts and Sciences gewählt. 2012 ging er in den Ruhestand, setzte jedoch seine Arbeit und seine aktive Präsenz an der Universität fort.
Nachdem er 1966 den Nobelpreis gewonnen hatte, fragte der Präsident der Rice University, ob er einen Wunsch hätte, vermutlich um ihn zum Verbleiben an der Universität zu bewegen. Curl bat um einen Fahrradabstellplatz in der Nähe seines Büros. Curl war mit seiner Frau Jonel Whipple seit 1955 verheiratet und hatte mit ihr zwei Kinder. Er starb im Alter von 88 Jahren in einem Pflegeheim in Alice, Texas.

## Forschungsleistung und Nobelpreisforschung
Seine Forschung konzentrierte sich auf die Untersuchung der Spektren, Strukturen und Kinetik kleiner freier Radikale unter Verwendung von Mikrowellenspektroskopie und einstellbare Lasern („tunable laser“). Er entwickelte die Theorie der Fein- und Hyperfeinstruktur stabiler freier Radikale. Dies tat er mithilfe seiner einstellbaren Laser, welche eine Method zur Detektion dieser Radikale und zur Verfolgung ihrer Konzentration sind. Damit konnte er hochauflösende Spektren dieser Spezies erhalten und analysieren und Informationen über ihre elektronische und geometrische Struktur liefern sowie die Kinetik ihrer Reaktionen untersuchen.
1985 wurde Curl von Harold Kroto kontaktiert, der die Bildung von Kohlenstoffketten in roten Riesensternen untersuchen wollte und ein Instrument benötigte, um Kohlenstoff zu verdampfen. Der Kollege von Curl Richard E. Smalley entwickelte und baute ein Gerät, ein Laser-Überschall-Clusterstrahlgerät („laser-supersonic cluster-beam“), was fast jedes bekannte Material in ein Plasma aus Atomen verdampfen und dann zur Untersuchung der entstehenden Cluster verwendet werden. Smalley und Curl hatten dieses Gerät zuvor zur Untersuchung von Halbleitern wie Silizium und Germanium verwendet. Am 1. September 1985 kam Kroto an der Rice University an, wo er mit Smalley und Curl an der Verdampfung von Kohlenstoff und der Untersuchung langkettiger Kohlenstoffmoleküle zu arbeiten begann. Bis zum 12. September 1985 hatten die drei Chemiker die Struktur von C60, einem der langkettigen Kohlenstoffmoleküle, entdeckt. Zusammen mit Smalley und Kroto wurde Curl für die Entdeckung der Fullerene 1996 mit dem Nobelpreis für Chemie ausgezeichnet.

## Veröffentlichungen (Auswahl)
- mit Graham Glass: Infrared Absorption Spectroscopy and Chemical Kinetics of Free Radicals (= Technical Report). 2004, doi:10.2172/838138.
- Dawn of the fullerenes: experiment and conjecture. In: Reviews of Modern Physics. Band 69, Nr. 3, 1. Juli 1997, S. 691–702, doi:10.1103/RevModPhys.69.691.
- mit G.P. Glass: Infrared absorption spectroscopy and chemical kinetics of free radicals. Final performance report, August 1, 1985--July 31, 1994. DOE/ER/13439--T5, 82413, 1. Juni 1995, doi:10.2172/82413.